# Kalanchoe amplexicaulis
Kalanchoe amplexicaulis là một loài thực vật có hoa trong họ Crassulaceae. Loài này được (Baker) Baill. miêu tả khoa học đầu tiên năm 1885.